# Zalmoxis
Zalmoxis – rodzaj kosarzy z podrzędu Laniatores i rodziny Zalmoxidae liczący ponad 40 gatunków. Gatunkiem typowym jest Z. robusta

## Występowanie
Przedstawiciele rodzaju zamieszkują Oceanię od Indonezji i Filipin po Nową Gwineę i Nową Kaledonię oraz Australię.

## Systematyka
Opisano 42 gatunki należących do tego rodzaju:
| - Zalmoxis armata (Roewer, 1949) - Zalmoxis armatipes Strand, 1910 - Zalmoxis aspersa Roewer, 1949 - Zalmoxis austera Hirst, 1912 - Zalmoxis brevipes (Roewer, 1949) - Zalmoxis cardwellensis Foster, 1955 - Zalmoxis cheesmani (Roewer, 1949) - Zalmoxis convexus (Roewer, 1949) - Zalmoxis crassitarsis S. Suzuki, 1982 - Zalmoxis cuspanalis (Roewer, 1926) - Zalmoxis dammermani (Roewer, 1927) - Zalmoxis gibbera Suzuki, 1970 - Zalmoxis granulata (Loman, 1902) - Zalmoxis heynemani Suzuki, 1977 - Zalmoxis insula Forster, 1955 - Zalmoxis jewetti (Goodnight & Goodnight, 1947) - Zalmoxis kaiensis S. Suzuki, 1982 - Zalmoxis lavacaverna G. S. Hunt, 1993 - Zalmoxis luzonica Roewer, 1949 - Zalmoxis marchei Roewer, 1912 | - Zalmoxis mindanaonica Suzuki, 1977 - Zalmoxis minima Roewer, 1912 - Zalmoxis minima (Roewer, 1949) - Zalmoxis mitobatipes (Roewer, 1926) - Zalmoxis neobritanica S. Suzuki, 1982 - Zalmoxis neocaledonica Roewer, 1912 - Zalmoxis neoguinensis (Roewer, 1915) - Zalmoxis neoguinensis Müller, 1917 - Zalmoxis pallida (Roewer, 1915) - Zalmoxis patellaris (Roewer, 1949) - Zalmoxis ponapea (Roewer, 1949) - Zalmoxis pumila (Roewer, 1949) - Zalmoxis pygmaea Sørensen, in L. Koch 1886 - Zalmoxis remingtoni (Goodnight & Goodnight, 1948) - Zalmoxis robusta Sørensen, in L. Koch 1886 - Zalmoxis savesi (Simon, 1880) - Zalmoxis sarasinorum Roewer, 1913 - Zalmoxis sepikus (Roewer, 1949) - Zalmoxis similis S. Suzuki, 1982 - Zalmoxis soerenseni Simon, 1892 - Zalmoxis solitaria (Roewer, 1916) - Zalmoxis spinicoxa Roewer, 1949 |